# Tigon-Mbembe
Das Mbembe, oder spezifizieller Tigon Mbembe, ist eine jukunoide Sprache des Kamerun und Nigerias.
Es wird von Volk der Mbembe-Tigon gesprochen und hatte im Jahre 1982 noch 36.000 Sprecher in Kamerun und 20.000 Sprecher in Nigeria.